# Serra de Grândola
A Serra de Grândola é uma elevação de Portugal Continental, com 383 metros de altitude. Situa-se no Alentejo Litoral e percorre, no sentido norte-sul os concelhos de Alcácer do Sal, Grândola (donde colheu o nome) e Santiago do Cacém, situando-se ao norte da Serra do Cercal.

## Economia
A Serra de Grândola possui uma fraca vocação para a agricultura, devido à baixa disponibilidade de água e à baixa fertilidade dos solos. A principal fonte de rendimento é a extracção de cortiça.
Nos últimos anos aumentou o mercado de compra e venda de habitações rurais isoladas que são posteriormente reconvertidas para habitação de férias.